# Wiardi-Beckman-Stiftung
Die Wiardi-Beckman-Stiftung (niederländisch Wiardi Beckman Stichting) ist das wissenschaftliche Institut der niederländischen Sozialdemokratie (PvdA) und hat die Aufgabe, eine Verbindung zwischen den Resultaten wissenschaftlicher Forschung und der Programmentwicklung der Partei herzustellen. Sie veröffentlicht eine Reihe von Publikationen, darunter die monatlich erscheinende Zeitschrift Socialisme & Democratie, organisiert Konferenzen.
Die in Den Haag ansässige Stiftung verfügt über einen kleinen Kreis fest angestellter Mitarbeiter, die durch staatliche Fördermittel und Beiträge der Partei finanziert werden, ist daneben aber auch auf ehrenamtliche Mitarbeit angewiesen.
Der Name der Stiftung wurde in Erinnerung an den 1904 geborenen sozialdemokratischen Politiker Herman Bernard Wiardi Beckman gewählt, der während des Zweiten Weltkriegs für die Teilnahme an der niederländischen Exil-Regierung vorgesehen war, vor seiner Flucht nach England jedoch im Januar 1942 vom deutschen Sicherheitsdienst festgenommen wurde und schließlich im März 1945 im Konzentrationslager Dachau ums Leben kam.
Zwei frühere Mitarbeiterinnen der Stiftung, die sich von der Sozialdemokratie abgewandt haben, machten inzwischen in anderen politischen Zusammenhängen von sich reden: Femke Halsema führte von 2002 bis 2010 die Partei GroenLinks, Ayaan Hirsi Ali, zeitweise Abgeordnete der VVD; sorgte im Mai 2006 für Schlagzeilen, als eine heftige Kontroverse über ihre Ausbürgerung geführt wurde.